# Limíni
Limíni är en ort i Grekland.   Den ligger i prefekturen Nomós Ártas och regionen Epirus, i den centrala delen av landet, 260 km nordväst om huvudstaden Aten. Limíni ligger 24 meter över havet och antalet invånare är 359.
Terrängen runt Limíni är kuperad åt nordost, men åt sydväst är den platt. Runt Limíni är det ganska tätbefolkat, med 67 invånare per kvadratkilometer. Närmaste större samhälle är Arta, 6,9 km nordväst om Limíni. Omgivningarna runt Limíni är en mosaik av jordbruksmark och naturlig växtlighet.